# 布勒蒂尼叙莫朗
布勒蒂尼叙莫朗（法語：Bretigny-sur-Morrens，法語發音：[bʁətiɲi syʁ mɔʁɑ̃] ⓘ，意为“莫朗上方的布勒蒂尼”）是瑞士联邦西部法语区的沃州下设的一个镇。在行政上属于沃州格罗区管辖。布勒蒂尼叙莫朗的总面积为2.86平方公里。截至2007年，总人口为706。

## 地理
布勒蒂尼叙莫朗西以塔朗河（le Talent）为界。